# Carlos Resende
Carlos Alberto da Rocha Resende, född 29 maj 1971 i Porto, är en portugisisk handbollstränare och tidigare handbollsspelare (vänsternia). Från 1992 till 2006 spelade han 250 landskamper och gjorde 1 444 mål för Portugals landslag, flest mål genom tiderna i Portugal.
Under sejouren i klubblaget ABC Braga gick laget till final i EHF Champions League 1993/1994, men förlorade mot Teka Santander. Resende vann dessutom Champions Leagues skytteligan två säsonger i rad, 1995/1996 och 1996/1997.
Efter EM 2000 i Kroatien togs Resende ut i turneringens all star-team, som bäste vänsternia.

## Klubbar

### Som spelare
- Ateneu (1978–1983)
- Sporting CP (1983–1988)
- FC Porto (1988–1994)
- ABC Braga (1994–2000)
- FC Porto (2000–2006)

### Som tränare
- FC Porto (2006–2009)
- ABC Braga (2011–2017)
- SL Benfica (2017–2020)
- FC Porto (2023–)